# بتی آکرمن
بتی آکرمن (انگلیسی: Bettye Louise Ackerman؛ ۲۸ فوریهٔ ۱۹۲۴ – ۱ نوامبر ۲۰۰۶) یک هنرپیشه اهل ایالات متحده آمریکا بود. وی بین سال‌های ۱۹۵۳ تا ۱۹۹۴ میلادی فعالیت می‌کرد.
او در فیلم تد و ونوس بازی کرده‌است.
- بن کیسی (۱۹۶۱–۱۹۶۶)